# Conferenza episcopale
La conferenza episcopale, nella Chiesa cattolica, indica «l'assemblea dei vescovi di una nazione o di un territorio determinato, i quali esercitano congiuntamente alcune funzioni pastorali per i fedeli di quel territorio, per promuovere maggiormente il bene che la Chiesa offre agli uomini, soprattutto mediante forme e modalità di apostolato opportunamente adeguate alle circostanze di tempo e di luogo, a norma del diritto». È un organismo di per sé permanente.
Ne sono membri: tutti gli ordinari dei luoghi di ciascun rito (i vescovi delle diocesi), i coadiutori, gli ausiliari e altri vescovi titolari incaricati dalla Santa Sede o dalle stesse conferenze episcopali in uno speciale ufficio.
Le conferenze episcopali hanno potere di autorganizzarsi dandosi propri statuti.
Le decisioni delle singole conferenze episcopali, se prese legittimamente e sottoposte all'esame della Santa Sede, obbligano giuridicamente solo in due casi: la prima ipotesi ricorre quando l'obbligatorietà giuridica sia prevista e contenuta nel diritto comune, la seconda ipotesi quando questa sia stabilita da una speciale prescrizione della Santa Sede anche dietro domanda della conferenza stessa.

## Storia
Le conferenze episcopali furono istituite durante il Concilio Vaticano II, che riconobbe «l’opportunità e la fecondità di raggruppamenti, organicamente congiunti, fra vescovi della stessa nazione o regione». 
Il motu proprio Ecclesiae Sanctae del 6 agosto 1966 dispose la creazione delle Conferenze Episcopali nei territori o nei paesi che ancora ne erano privi. Le singole conferenze furono incaricate di redigere i propri statuti la cui entrata in vigore era subordinata all'approvazione della Curia Romana.
Finalità e funzionamento sono regolati dal codice di diritto canonico. A seguito della riforma del 1983, «spetta unicamente alla suprema autorità della Chiesa, sentiti i Vescovi interessati, erigere, sopprimere o modificare le Conferenze Episcopali».

## Tipologie
Normalmente le conferenze episcopali sono nazionali, ossia raggruppano i vescovi di una medesima nazione.
Il Codice di diritto canonico prevede l'esistenza di conferenze episcopali regionali all'interno di una stessa nazione, e conferenze episcopali che raggruppano diocesi di diverse nazioni (per es. la conferenza episcopale internazionale dei Santi Cirillo e Metodio).
Inoltre, ci sono "assemblee degli ordinari" che possono includere i vescovi di diversi riti in una nazione, sia cattolici orientali e latini; questi sono descritti nel canone 322 del Codice dei canoni delle Chiese orientali.
Esistono inoltre federazioni di conferenze episcopali, che riuniscono le conferenze episcopali dello stesso continente, o di una parte di esso.

## Le conferenze episcopali di rito latino nel mondo

### Europa

#### Conferenze episcopali nazionali
- Conferenza episcopale dell'Albania (Koferenca Ipeshkvnore e Shqipërisë)
- Conferenza episcopale austriaca (Österreichische Bischofskonferenz)
- Conferenza episcopale del Belgio (Belgian Bisschoppenconferentie; Episcopal Conference Belgique)
- Conferenza dei vescovi cattolici della Bielorussia (Канферэнцыя Каталіцкіх Біскупаў Беларусі / Konferencja Biskupów Katolickih Bialorusi)
- Conferenza dei vescovi di Bosnia ed Erzegovina (Biskupska konferencija Bosne i Hercegovine)
- Conferenza dei vescovi di Bulgaria (Conferentia episcoporum Bulgariæ)
- Conferenza episcopale ceca (Česká biskupská konference)
- Conferenza dei vescovi della Croazia (Hrvatska biskupska konferencija)
- Conferenza dei vescovi di Francia (Conférence des Evêques de France) - comprende anche il Principato di Monaco
- Santo Sinodo dei vescovi cattolici di Grecia (Iera synodos Katholikis Ekklisias tis Ellados - Ιερά Σύνοδος της Καθολικής Εκκλησίας της Ελλάδος)
- Conferenza dei vescovi di Inghilterra e Galles (Bishops' Conference of England and Wales)
- Conferenza dei vescovi cattolici irlandesi (Irish Catholic Bishops' Conference)
- Conferenza episcopale italiana - comprende anche San Marino
- Conferenza episcopale lettone (Latvijas Bīskapu konference)
- Conferenza episcopale lituana (Lietuvos Vyskupų Konferencija)
- Conferenza episcopale maltese (Konferenza Episkopali Maltija)
- Conferenza dei vescovi cattolici della Federazione Russa (Конференция католических епископов России)
- Conferenza episcopale olandese (Nederlandse Bisschoppenconferentie)
- Conferenza episcopale polacca (Konferencja Episkopatu Polski)
- Conferenza episcopale portoghese (Conferência Episcopal Portuguesa)
- Conferenza episcopale romena (Conferinţa Episcopală Română)
- Conferenza dei vescovi di Scozia (Bishops' Conference of Scotland)
- Conferenza episcopale slovena (Slovenska škofovska konferenca)
- Conferenza dei vescovi slovacchi (Konferencia biskupov Slovenska)
- Conferenza episcopale spagnola (Conferencia Episcopal Española) - comprende anche Andorra
- Conferenza dei vescovi svizzeri (Schweizer Bischofskonferenz / Conférence des Evêques suisses / Conferenza dei vescovi svizzeri) - comprende anche il Liechtenstein
- Conferenza episcopale tedesca (Deutsche Bischofskonferenz)
- Conferenza episcopale della Turchia
- Conferenza dei vescovi cattolici dell'Ungheria (Magyar Katolikus Püspöki Konferencia)
- Conferenza episcopale ucraina (Конференція Римсько-Католицьких Єпископів України, Conferentia episcoporum Ucrainae)

#### Conferenze episcopali sovranazionali
- Conferenza episcopale internazionale dei Santi Cirillo e Metodio (Conferentia Episcoporum Internationalis SS. Cyrilli et Metodii)
- Conferenza episcopale della Scandinavia (Conferentia Episcopalis Scandiae)

### Africa

#### Conferenze episcopali nazionali
- Conferenza dei vescovi cattolici del Burundi (Conférence des Evêques catholiques du Burundi, C.E.CA.B.);
- Conferenza episcopale nazionale del Camerun (Conférence Episcopale Nationale du Cameroun, CENC);
- Conferenza episcopale centrafricana (Conférence Episcopale Centrafricaine, CECA);
- Conferenza episcopale del Benin (Conférence Episcopale du Bénin);
- Conferenza episcopale del Ciad (Conférence Episcopale du Tchad);
- Conferenza episcopale del Congo (Conférence Episcopale du Congo), nella Repubblica del Congo;
- Conferenza episcopale nazionale del Congo (Conférence Episcopale Nationale du Congo, CENCO), nella Repubblica Democratica del Congo;
- Conferenza episcopale della Costa d'Avorio (Conférence Episcopale de la Côte d'Ivoire);
- Conferenza episcopale della Guinea Equatoriale (Conférence Episcopale de Guinea Ecuatorial);
- Conferenza episcopale dell'Etiopia (Ethiopian Episcopal Conference);
- Conferenza episcopale del Gabon (Conférence Episcopale du Gabon);
- Conferenza dei vescovi del Ghana (Ghana Bishops' Conference);
- Conferenza episcopale della Guinea (Conférence Episcopale de la Guinée);
- Conferenza episcopale del Kenya (Kenya Episcopal Conference, KEC);
- Conferenza dei vescovi cattolici della Liberia (Catholic Bishops' Conference of Liberia);
- Conferenza dei vescovi cattolici del Lesotho (Lesotho Catholic Bishops' Conference);
- Conferenza episcopale del Madagascar (Conférence Episcopale de Madagascar);
- Conferenza episcopale del Malawi (Episcopal Conference of Malawi);
- Conferenza episcopale del Mali (Conférence Episcopale du Mali);
- Conferenza episcopale del Mozambico (Conferência Episcopal de Moçambique, CEM);
- Conferenza dei vescovi cattolici namibiani (Namibian Catholic Bishops' Conference, NCBC);
- Conferenza dei vescovi cattolici della Nigeria (Catholic Bishops Conference of Nigeria);
- Conferenza episcopale del Ruanda (Conférence Episcopale du Rwanda, C.Ep.R.);
- Conferenza episcopale della Tanzania (Tanzania Episcopal Conference, TEC);
- Conferenza episcopale del Togo (Conférence Episcopale du Togo);
- Conferenza episcopale dell'Uganda (Uganda Episcopal Conference, UEC);
- Conferenza episcopale dello Zambia (Zambia Episcopal Conference, ZEC);
- Conferenza dei vescovi cattolici dello Zimbabwe (Zimbabwe Catholic Bishops' Conference, ZCBC).

#### Conferenze episcopali sovranazionali
- Conferenza episcopale regionale del Nordafrica (Conférence Episcopale Regionale du Nord de l'Afrique, CERNA);
- Conferenza dei vescovi cattolici dell'Africa Meridionale (The Southern African Catholic Bishops' Conference, SACBC);
- Conferenza episcopale dell'Oceano Indiano (Conférence episcopale de l'Océan Indien, CEDOI);
- Conferenza episcopale di Angola e São Tomé (Conferencia Episcopal de Angola e São Tomé, CEAST);
- Conferenza episcopale di Burkina-Niger (Conférence Episcopale du Burkina-Niger);
- Conferenza episcopale interterritoriale del Gambia e della Sierra Leone (Inter-Territorial Catholic Bishops' Conference of The Gambia and Sierra Leone, ITCABIC);
- Conferenza dei vescovi del Senegal, della Mauritania, di Capo Verde e della Guinea Bissau (Conférence des Evêques du Sénégal, de la Mauritanie, du Cap-Vert et de Guinée-Bissau).
- Conferenza dei vescovi cattolici del Sudan (Sudan Catholic Bishops' Conference, SCBC);

### America

#### Conferenze episcopali nazionali
- Conferenza episcopale d'Argentina (Conferencia Episcopal Argentina, CEA);
- Conferenza episcopale boliviana (Conferencia Episcopal Boliviana, CEB);
- Conferenza nazionale dei vescovi del Brasile (Conferência Nacional dos Bispos do Brasil, CNBB);
- Conferenza dei vescovi cattolici canadesi (The Canadian Conference of Catholic Bishops);
- Conferenza episcopale del Cile (Conferencia Episcopal de Chile, CEC);
- Conferenza episcopale della Colombia (Conferencia Episcopal de Colombia);
- Conferenza episcopale di Costa Rica (Conferencia Episcopal de Costa Rica, CECOR);
- Conferenza dei vescovi cattolici di Cuba (Conferencia de Obispos Católicos de Cuba, COCC);
- Conferenza dell'episcopato dominicano (Conferencia del Episcopado Dominicano, CED);
- Conferenza episcopale ecuadoriana (Conferencia Episcopal Ecuatoriana);
- Conferenza episcopale di El Salvador (Conferencia Episcopal de El Salvador, CEDES);
- Conferenza episcopale del Guatemala (Conferencia Episcopal de Guatemala, CEG);
- Conferenza episcopale di Haiti (Conférence Episcopale de Haïti, CEH);
- Conferenza episcopale di Honduras (Conferencia Episcopal de Honduras, CEH);
- Conferenza dell'episcopato messicano (Conferencia del Episcopado Mexicano, CEM);
- Conferenza episcopale del Nicaragua (Conferencia Episcopal de Nicaragua, CEN);
- Conferenza episcopale di Panama (Conferencia Episcopal de Panamá, CEP);
- Conferenza episcopale paraguaiana (Conferencia Episcopal Paraguaya, CEP);
- Conferenza episcopale peruviana (Conferencia Episcopal Peruana);
- Conferenza episcopale portoricana (Conferencia Episcopal Puertorriqueña, CEP);
- Conferenza episcopale uruguaiana (Conferencia Episcopal Uruguaya, CBU);
- Conferenza episcopale venezuelana (Conferencia Episcopal Venezolana, CEV);
- Conferenza dei vescovi cattolici degli Stati Uniti (United States Conference of Catholic Bishops, USCCB).

#### Conferenze episcopali sovranazionali
- Conferenza episcopale delle Antille (Antilles Episcopal Conference, AEC);
- Conferenza ecclesiale dell'Amazzonia (Conferencia Eclesial de la Amazonía, CEAMA).[5]

### Asia

#### Conferenze episcopali nazionali
- Conferenza dei vescovi cattolici del Bangladesh (Catholic Bishops' Conference of Bangladesh, CBCB);
- Conferenza episcopale regionale cinese (Chinese Regional Episcopal conference);
- Conferenza dei vescovi cattolici latini dell'India (Conference of Catholic Bishops of India, CCBI);
- Conferenza episcopale dell'Indonesia (Konperensi Waligereja Indonesia, KWI);
- Conferenza episcopale iraniana (Iranian Episcopal Conference);
- Conferenza episcopale del Giappone (Catholic Bishops' Conference of Japan);
- Conferenza dei vescovi cattolici di Corea (Catholic Bishops' Conference of Korea);
- Conferenza dei vescovi cattolici di Myanmar (Myanmar Catholic Bishops' Conference, MCBC);
- Conferenza dei vescovi cattolici del Pakistan (Catholic Bishops' Conference of Pakistan);
- Conferenza dei vescovi cattolici delle Filippine (Catholic Bishops' Conference of the Philippines, CBCP);
- Conferenza dei vescovi cattolici dello Sri Lanka (Catholic Bishops' Conference of Sri Lanka);
- Conferenza dei vescovi della Thailandia (Bishops' Conference of Thailand);
- Conferenza episcopale di Timor (Conferência Episcopal Timorense);
- Conferenza episcopale del Vietnam (Hội Đông Giám Mục Việt Nam).

#### Conferenze episcopali sovranazionali
- Conferenza dei vescovi latini nelle regioni arabe (Conférence des Evêques Latins dans les Régions Arabes, CELRA);
- Conferenza episcopale del Laos e della Cambogia (Conférence Episcopale du Laos et du Cambodge);
- Conferenza dei vescovi cattolici di Malesia, Singapore e Brunei (Catholic Bishops' Conference of Malaysia, Singapore and Brunei, BCMSB).
- Conferenza episcopale dell'Asia centrale[6]

### Oceania
- Conferenza dei vescovi cattolici australiani (Australian Catholic Bishops' Conference);
- Conferenza episcopale della Nuova Zelanda (New Zealand Episcopal Conference);
- Conferenza episcopale del Pacifico (Conferentia Episcopalis Pacifici, CEPAC);
- Conferenza dei vescovi cattolici di Papua Nuova Guinea e Isole Salomone (Catholic Bishops' Conference of Papua New Guinea and Solomon Islands).

## Riti orientali

### Sinodi patriarcali
- Sinodo della Chiesa armena cattolica
- Sinodo della Chiesa caldea cattolica
- Sinodo della Chiesa copta cattolica
- Sinodo della Chiesa greco-melkita cattolica
- Sinodo della Chiesa maronita cattolica
- Sinodo della Chiesa sira cattolica

### Sinodi arcivescovili maggiori
- Sinodo della Chiesa romena
- Sinodo della Chiesa siro-malabarese
- Sinodo della Chiesa siro-malankarese
- Sinodo della Chiesa greco-cattolica ucraina

### Consigli delle Chiese
- Consiglio della Chiesa etiopica
- Consiglio della Chiesa rutena
- Consiglio della Chiesa slovacca
- Consiglio della Chiesa eritrea
- Consiglio della Chiesa ungherese

### Assemblee degli ordinari
- Assemblea della gerarchia cattolica d'Egitto
- Assemblea dei vescovi cattolici d'Iraq
- Conferenza dei vescovi cattolici dell'India (Catholic Bishops' Conference of India, CBCI)
- Assemblea dei patriarchi e dei vescovi cattolici nel Libano
- Assemblea della gerarchia cattolica in Siria
- Assemblea degli ordinari cattolici della Terra Santa (Assemblée des Ordinaires Catholiques de Terre Sainte, AOCTS)
- Consiglio dei patriarchi cattolici d'Oriente (Conseil des patriarches catholiques d'Orient, CPCO)

## Conferenze episcopali regionali
Il Codice di diritto canonico prevede l'istituzione della conferenza episcopale regionale al canone 448 §2:
§2. Se poi, a giudizio della Sede Apostolica, sentiti i Vescovi diocesani interessati, le circostanze relative alle persone o alle cose lo suggeriscono, la Conferenza Episcopale può essere eretta per un territorio di ampiezza minore o maggiore, in modo che comprenda solamente i Vescovi di alcune Chiese particolari costituite in un determinato territorio oppure i presuli di Chiese particolari esistenti in diverse nazioni; spetta alla Sede Apostolica stabilire norme peculiari per ciascuna di esse.»
(Codice di diritto canonico, Can. 448)

### In Brasile
La Conferenza episcopale brasiliana è suddivisa in 18 consigli episcopali regionali (Conselhos episcopais regionais), le cui competenze sono regolamentate dagli statuti della Conferenza nazionale.

### In Canada
La Chiesa cattolica in Canada riconosce quattro assemblee episcopali regionali (Assemblées épiscopales régionales - Regional episcopal assemblies):
- Ovest (Assembly of Western Catholic Bishops)
  - Provincia ecclesiastica di Edmonton
  - Provincia ecclesiastica di Grouard-McLennan
  - Provincia ecclesiastica di Keewatin-Le Pas
  - Provincia ecclesiastica di Regina
  - Provincia ecclesiastica di Vancouver
  - Arcidiocesi di Winnipeg
  - Provincia ecclesiastica di Winnipeg degli Ucraini (eccetto Toronto)
- Québec (Assemblée des évêques catholiques du Québec)
  - Provincia ecclesiastica di Gatineau
  - Provincia ecclesiastica di Quebec
  - Provincia ecclesiastica di Rimouski
  - Provincia ecclesiastica di Montréal
  - Provincia ecclesiastica di Sherbrooke
  - Eparchia di San Marone di Montréal dei maroniti
  - Eparchia del Santissimo Salvatore di Montréal dei melchiti
- Atlantico (Atlantic Episcopal Assembly)
  - Provincia ecclesiastica di Halifax-Yarmouth
  - Provincia ecclesiastica di Moncton
  - Provincia ecclesiastica di Saint John's
- Ontario (Assembly of Catholic Bishops of Ontario)
  - Provincia ecclesiastica di Kingston
  - Provincia ecclesiastica di Ottawa-Cornwall
  - Provincia ecclesiastica di Toronto
  - Eparchia di Toronto degli Ucraini
  - Eparchia di Mar Addai di Toronto dei caldei
  - Esarcato apostolico dei Santi Cirillo e Metodio di Toronto dei ruteni
  - Ordinariato militare in Canada

### Negli Stati Uniti

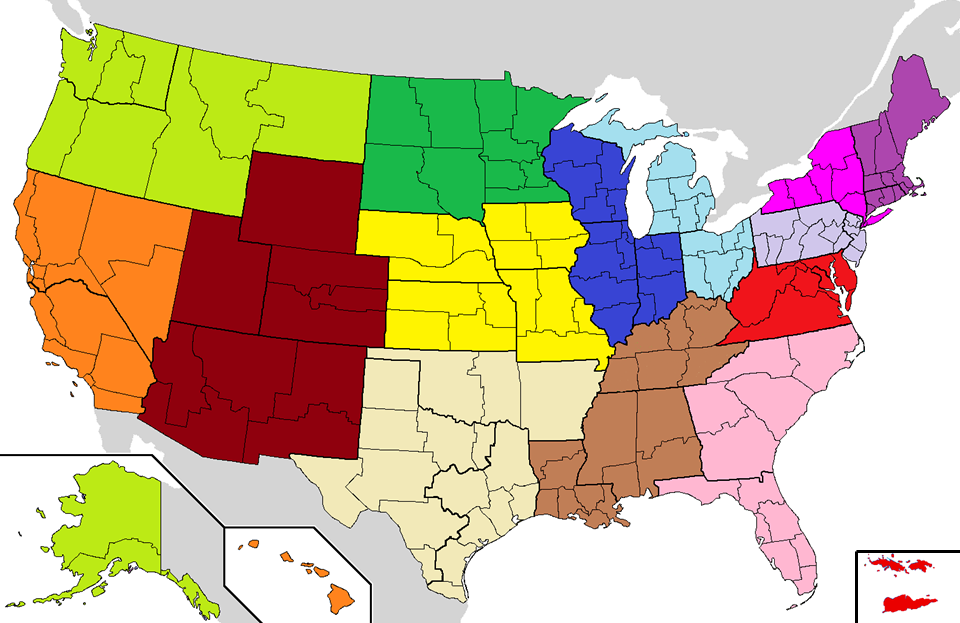
Mappa delle 14 regioni episcopali statunitensi che raggruppano le diocesi di rito latino.

Il territorio della Conferenza episcopale americana è diviso in 15 regioni episcopali (episcopal regions), chiamate anche regioni geografiche (geographic regions): 14 di esse raggruppano tutte le provincie ecclesiastiche di rito latino degli USA, mentre la XV tutte le eparchie di rito orientale.
Non necessariamente tutte le diocesi di una provincia ecclesiastica appartengono alla medesima regione episcopale, come mostra il caso della diocesi di Salt Lake City.
- I (CT, MA, ME, NH, RI, VT)
  - Provincia ecclesiastica di Boston
  - Provincia ecclesiastica di Hartford
- II (NY)
  - Provincia ecclesiastica di New York
- III (NJ, PA)
  - Provincia ecclesiastica di Filadelfia
  - Provincia ecclesiastica di Newark
- IV (DC, DE, MD, VA, WV)
  - Provincia ecclesiastica di Baltimora
  - Provincia ecclesiastica di Washington
  - Ordinariato militare negli Stati Uniti d'America
- V (AL, KY, LA, MS, TN)
  - Provincia ecclesiastica di Louisville
  - Provincia ecclesiastica di Mobile
  - Provincia ecclesiastica di New Orleans
- VI (OH, MI)
  - Provincia ecclesiastica di Cincinnati
  - Provincia ecclesiastica di Detroit
- VII (IL, IN, WI)
  - Provincia ecclesiastica di Chicago
  - Provincia ecclesiastica di Indianapolis
  - Provincia ecclesiastica di Milwaukee
- VIII (MN, ND, SD)
  - Provincia ecclesiastica di Saint Paul e Minneapolis
- IX (IA, KS, MO, NE)
  - Provincia ecclesiastica di Dubuque
  - Provincia ecclesiastica di Kansas City
  - Provincia ecclesiastica di Omaha
  - Provincia ecclesiastica di Saint Louis
- X (AR, OK, TX)
  - Provincia ecclesiastica di Galveston-Houston
  - Provincia ecclesiastica di Oklahoma City
  - Provincia ecclesiastica di San Antonio
  - Ordinariato personale della Cattedra di San Pietro
- XI (CA, HI, NV)
  - Provincia ecclesiastica di Las Vegas (eccetto la Diocesi di Salt Lake City)
  - Provincia ecclesiastica di Los Angeles
  - Provincia ecclesiastica di San Francisco
- XII (AK, ID, MT, OR, WA)
  - Provincia ecclesiastica di Anchorage-Juneau
  - Provincia ecclesiastica di Portland
  - Provincia ecclesiastica di Seattle
- XIII (AZ, CO, NM, UT, WY)
  - Provincia ecclesiastica di Denver
  - Provincia ecclesiastica di Santa Fe
  - Diocesi di Salt Lake City (appartenente alla Provincia ecclesiastica di Las Vegas)
- XIV (FL, GA, NC, SC)
  - Provincia ecclesiastica di Atlanta
  - Provincia ecclesiastica di Miami
- XV
  - Tutte le eparchie di rito orientale

### In Argentina
Le circoscrizioni ecclesiastiche della Chiesa cattolica in Argentina sono raggruppate in 8 regioni pastorali (regiones pastorales) per promuovere la cooperazione e l'azione pastorale comune tra i vescovi della stessa area geografica: regione Buenos Aires, regione Centro, regione di Cuyo, regione litorale, regione nordest argentino, regione nordovest argentino, regione Patagonia-Comahue, regione platense.

### In India
Le circoscrizioni ecclesiastiche della Chiesa cattolica in India sono raggruppate in 14 conferenze episcopali regionali. (Regional Bishop's Council):

## Federazioni di conferenze episcopali

### Africa
- Simposio delle conferenze episcopali di Africa e Madagascar (Symposium of Episcopal Conferences of Africa and Madagascar, SECAM):
- Associazione delle conferenze episcopali dell'Africa centrale (Association des Conférences Episcopales de l'Afrique Centrale, ACEAC);
- Associazione delle conferenze episcopali della Regione dell'Africa centrale (Association des Conférences Episcopales de la Région de l'Afrique Central, ACERAC);
- Associazione dei membri delle conferenze episcopali dell'Africa orientale (Association of Member Episcopal Conferences in Eastern Africa, AMECEA);
- Assemblea interregionale dei vescovi dell'Africa del Sud (Inter-Regional Meeting of Bishops of Southern Africa, IMBISA);
- Conferenza episcopale regionale dell'Africa occidentale (Regional Episcopal Conference of West Africa, RECOWA).

### Europa
- Consiglio delle conferenze dei vescovi d'Europa (Consilium Conferentiarum Episcoporum Europae, CCEE).
- Commissione delle conferenze episcopali della Comunità Europea (Commissio Episcopatuum Communitatis Europaeae, COMECE)

### America
- Consiglio episcopale latinoamericano (Consejo Episcopal Latinoamericano, CELAM);
- Segretariato episcopale dell'America Centrale e Panama (Secretariado Episcopal de America Central, SEDAC).

### Asia
- Federazione delle conferenze episcopali dell'Asia (Federation of Asian Bishops' Conferences, FABC)

### Oceania
- Federazione delle conferenze dei vescovi cattolici dell'Oceania (Federation of Catholic Bishops' Conferences of Oceania, FCBCO).